# Tybald II (hrabia Blois)
Tybald II (ur. ok. 985, zm. 11 lipca 1004) – hrabia Blois, Châteaudun, Chartres i Reims, syn hrabiego Odona I i Berty, córki Konrada Pokojowego, króla Burgundii.
Tytuły hrabiowskie odziedziczył po śmierci ojca w 996 r. Zmarł już w roku 1004. Nigdy się nie ożenił i nie pozostawił potomstwa. Jego następcą został jego młodszy brat, Odon II.